# Jason West (triatleta)
Jason West (1993) es un deportista estadounidense que compite en triatlón. Ganó dos medallas en el Campeonato Panamericano de Triatlón, plata en 2017 y oro en 2018.

## Palmarés internacional
| Campeonato Panamericano | Campeonato Panamericano   | Campeonato Panamericano | Campeonato Panamericano |
| Año                     | Lugar                     | Medalla                 | Prueba                  |
| ----------------------- | ------------------------- | ----------------------- | ----------------------- |
| 2017                    | Sarasota (Estados Unidos) | Medalla de plata        | Relevo mixto            |
| 2018                    | Sarasota (Estados Unidos) | Medalla de oro          | Relevo mixto            |